# Abax spoliatus
Abax spoliatus är en skalbaggsart som beskrevs av Newman. Abax spoliatus ingår i släktet Abax och familjen jordlöpare. Inga underarter finns listade i Catalogue of Life.